# ぐろう
ぐろうは、吉本興業（大阪本社）所属のお笑いコンビ。2019年結成。NSC大阪校42期生。主によしもと漫才劇場で活動。

## メンバー
家村 涼太（いえむら りょうた、1997年8月28日 - ）（27歳）
立ち位置は向かって左側。
愛知県名古屋市出身。身長は163.4 cm。体重は63 kg。血液型はB型。
趣味は映画鑑賞、革製品集め、通帳記入、カラオケ。特技は筋トレ、歌唱。

高松 巧（たかまつ たくみ、1997年2月16日 - ）（28歳）
立ち位置は向かって右。
奈良県香芝市出身。身長は170 cm。体重は65 kg。血液型はO型。
趣味はお酒、音楽、傍聴。特技はサッカー。

## 略歴
ともに大阪NSC42期生。NSCにて相方探しの会で出会った家村と高松でコンビを結成。コンビ名の由来は、家村が作っているオリジナル辞書を適当に開いたページにあった「愚弄する」という言葉。
2022年12月よりよしもと漫才劇場に所属。2023年4月度の翔GPで初優勝。以降10月、2024年8月、10月の翔GPでも優勝を果たしている。
2024年3月に行われたytv漫才新人賞2023-24の決勝戦で準優勝。同年6月には芸歴5年以下の賞レース「UNDER5 AWARD」で決勝進出。さらに、同年10月には関西演芸しゃべくり話芸大賞にて優勝。

## 芸風
主に漫才を演ずる。漫才は家村が独特の持論を展開するスタイルで進行する。家村が名古屋弁混じりの関西弁で話すことが特徴。

## 賞レース戦歴

### M-1グランプリ
| 年度             | 結果         | エントリー No. | 会場                       | 日程     | 備考         |
| ---------------- | ------------ | -------------- | -------------------------- | -------- | ------------ |
| 2019年（第15回） | 2回戦進出    | 567            | 【大阪】朝日生命ホール     | 10月7日  |              |
| 2020年（第16回） | 2回戦進出    | 2079           | 【大阪】よしもと漫才劇場   | 10月27日 |              |
| 2021年（第17回） | 3回戦進出    | 722            | 【京都】よしもと祇園花月   | 10月27日 |              |
| 2022年（第18回） | 3回戦進出    | 1293           | 【大阪】よしもと漫才劇場   | 10月25日 |              |
| 2023年（第19回） | 準々決勝進出 | 2164           | 【大阪】なんばグランド花月 | 11月20日 | 1回戦1位通過 |
| 2024年（第20回） | 準々決勝進出 | 4289           | 【大阪】なんばグランド花月 | 11月20日 |              |

### ytv漫才新人賞
| 回（開催年）          | 結果      | 備考                                           |
| --------------------- | --------- | ---------------------------------------------- |
| 第13回（2023 - 24年） | 準優勝    | ROUND1 1位通過                                 |
| 第14回（2024 - 25年） | 決定戦4位 | 敗者復活枠。ROUND1 3位、ROUND2 3位、ROUND3 3位 |

### その他賞レース
- 2023年 Kakeru翔GP（4月、10月）優勝
- 2023年 UNDER5 AWARD 準決勝進出
- 2023年 今宮子供えびすマンザイ新人コンクール 香川登志緒記念敢闘賞
- 2023年 第12回 関西演芸しゃべくり話芸大賞 審査員特別賞
- 2024年 UNDER5 AWARD 決勝進出[8]
- 2024年 第45回ABCお笑いグランプリ 決勝進出[9]
- 2024年 Kakeru翔GP（8月、10月）優勝
- 2024年 第13回関西演芸しゃべくり話芸大賞  優勝

## 出演

### テレビ
- キクテレミルラジ265（BSよしもと、2023年7月5日 - 2024年6月26日）- 水曜2部MC

### その他
- ぐろうの番組（Artistspoken）

### 引用
1. ↑  “霜降り、ミルクボーイら輩出した“マンゲキ”の注目コンビ・ぐろう「タイトル獲ってはく付けたい」 - スポニチ Sponichi Annex 芸能”. スポニチ Sponichi Annex. 2023年9月16日閲覧。
2. ↑  “【よしもとTALK 】ぐろう「常に初心を忘れず変わらずにいたい」”. ch FILES (2024年1月24日). 2024年10月1日閲覧。
3. ↑  “ytv漫才新人賞ROUND1、「ぐろう」と「ハイツ友の会」が決定...”. マイナビニュース (2023年9月11日). 2023年9月16日閲覧。
4. ↑  “関西の賞レース「ｙｔｖ漫才新人賞」、王者は謎多き２５歳の新鋭・空前メテオに（Lmaga.jp）”. Yahoo!ニュース. 2024年7月3日閲覧。
5. ↑  Inc, Natasha. “家族チャーハン、ぐろう、ツンツクツン万博、マーティーら「UNDER5」決勝へ”. お笑いナタリー. 2024年7月3日閲覧。
6. ↑  “大阪のお笑い界に新風、ｙｔｖ漫才新人賞で注目コンビ・ぐろう » Lmaga.jp”. Lmaga.jp (2023年9月10日). 2023年9月16日閲覧。
7. 1 2 3  “ぐろう｜コンビ情報”. M-1グランプリ 公式サイト. 2025年3月10日閲覧.
8. ↑  Inc, Natasha. “家族チャーハン、ぐろう、ツンツクツン万博、マーティーら「UNDER5」決勝へ”. お笑いナタリー. 2024年6月15日閲覧。
9. ↑  Inc, Natasha. “令和ロマン、ぎょねこ、やました、エバース、ぐろう、かが屋ら「ABCお笑いGP」決勝進出”. お笑いナタリー. 2024年6月23日閲覧。